# Palača Carli
Palača Carli (italijansko palazzo Carli) je dvorec v Kopru. Ime je dobil po priimku zgodovinarja in enciklopedista Giana Rinalda Carlija, ki se je v njej rodil leta 1720. Gre za primer baročne arhitekture z balkonom v piano nobileju, okrašenim s trislojnim oknom. Na notranjem dvorišču, okrašenem s freskami, je vodnjak iz leta 1418.